# 辰馬鎌藏
辰馬 鎌藏（辰馬 鎌蔵、たつうま けんぞう、旧姓・中尾、1882年〈明治15年〉2月 - 1959年〈昭和34年〉5月11日）は、日本の土木技術者、内務技監、実業家。土木学会会長。

## 人物
大阪府・中尾又一郎の五男。兵庫県西宮の酒造家辰馬悦蔵先々代悦叟の養子となり、1912年、分家する。
1907年、京都帝国大学理工科大学土木工学科卒業。内務技手となり1909年、内務技師に任じ、大阪、下関、東京各土木出張所勤務を経て1924年、欧米各国へ出張を命ぜられる。帰朝後名古屋土木出張所長、東京土木出張所長を経て1936年、内務技監に任ぜられ、1939年、退官する。
退官後、広島工業港、東京都水道、鳥取市、兵庫県等の顧問として指導にあたる。1951年、共栄興業会社を創立し、社長となる。住所は東京都渋谷区。

## 家族・親族
辰馬家
- 妻・トヨ（1894年 - ?、佐賀、大野吉利の六女）[1][4]

親戚
- 養兄
  - 辰馬吉左衛門（辰馬海上火災保険社長、辰馬本家酒造相談役）[1][3]
  - 浅尾豊一（辰馬本家酒造社長、萬歳酒造相談役）